# 볼프강 무스쿠루스

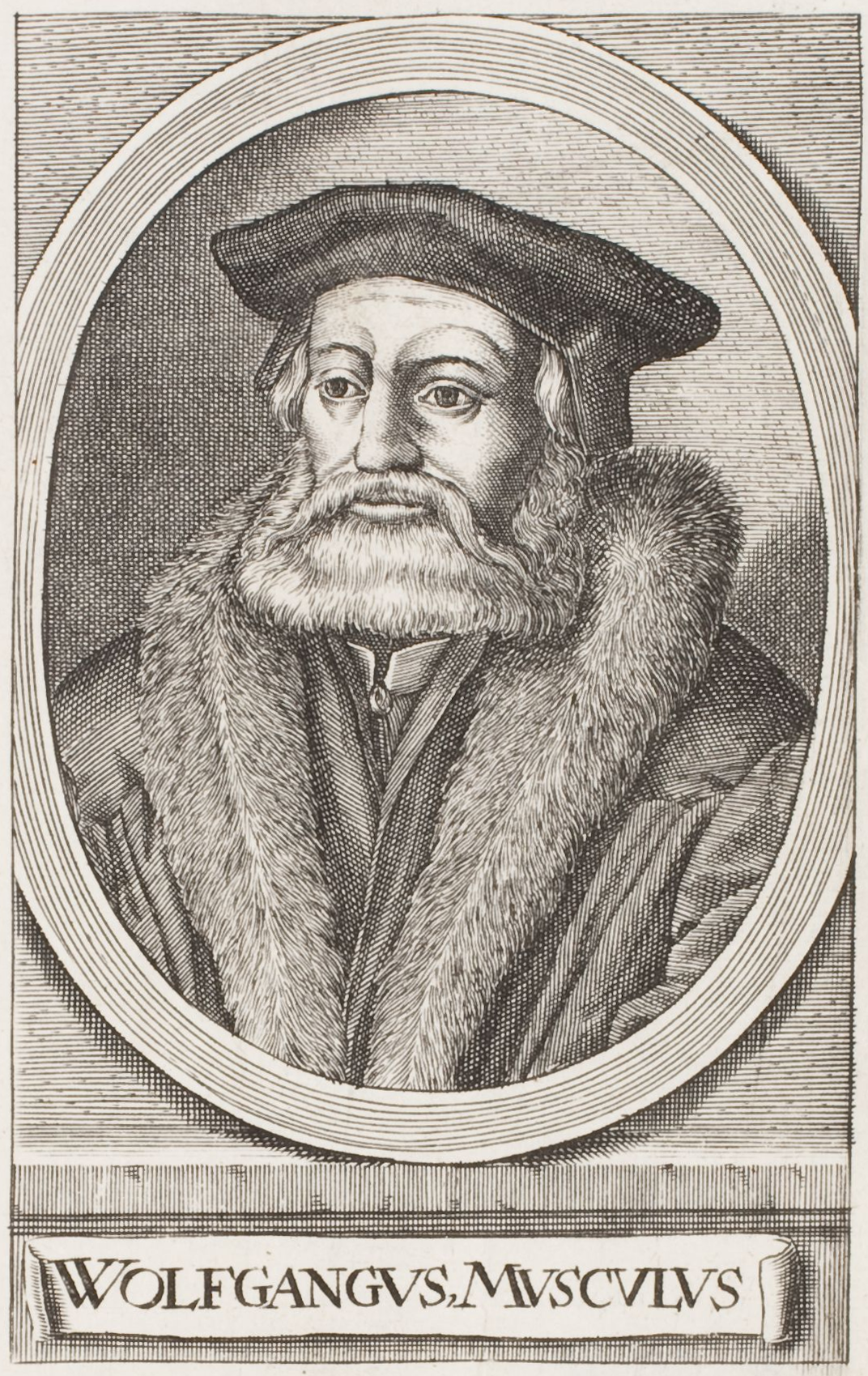
울프강 무스쿠루스

볼프강 무스쿠루스(Wolfgang Musculus,1497년 9월 10일 - 1563년 8월 30일)은 무스린(Müslin, 혹은 마스레인, 무스쿨루스)에서 태어난 종교개혁시대의 개혁신학자였다. 그는 볼프강 카피토와 마르틴 부서에게 배우고 베른 대학교의 신학교수가 되었다. 주석과 조직신학 관련 저서를 출판하였다. 보름스 회의와 레겐스브르그 회담에도 출석하였다.
요한 제바스티안 바흐는 무스쿠루스의 1530년 찬송가(시편 23편 편곡)를 사용하여 1731년 라이프지히에서 첫번째로 연주한 합창 칸타타 Der Herr ist mein getreuer Hirt(여호와는 나의 목자이시), BWV 112의 텍스트로 사용하였다.

## 신학
그는 십계명에 관하여 신자들의 삶에서 폐지되었다고 주장하였다. 그의 주장은 에드워드 피셔에 의해 논박되었다. 그것은 모세의 율법이 폐지되었다는 것은 모세의 가르침을 훼손하지 말아야 한다는 것이었다. 즉, 그리스도인은 도덕적으로 악하고, 불경건한 행동에 관여하지 말아야 한다는 것이다.

이승구 교수에 따르면, 천주교회를 개혁하려고 한 사람들 가운데서 당대의 상황 속에서 생각하면서 국가와 교회를 너무 가까이 놓고 생각한 사람들이 많이 있다고 평가한다.
 그 중의 대표적인 사람이 볼프강 무스클루스라고 한다. 그는 당시에 독일어를 사용하던 (그러나 후에 30년 전쟁 후에는 불어를 사용하는) 지역에 있는 듀스 (모셀, Duss [Moselle])라는 마을에서 1497년에 태어난 사람으로 학문의 사람이고 노래를 사랑한 사람(a lover of song)이라고 알려져 있다. 그가 작곡한 노래들이 종교개혁의 교회들에서 후대에도 많이 불릴 정도였다고 한다.
본래 그는 수도사가 되기로 서약하고 스트라스부르그 서쪽에 있는 작은 도시인 릭스하임(Lixheim)에 있는 베네딕트파 수도원에 있었으나 종교개혁적 가르침을 받아들여서 이 수도원의 “루터파 수도사”(the Lutheran Monk)로 알려졌었고, 결국 1527년에 수도원을 떠나서 스트라스부르(Strasbourg)로 와서 부셔와 볼프강 카피토에게 배우면서, 스트라스부르그 대성당(the Cathedral of Our Lady of Strasbourg, Cathédrale Notre-Dame-de-Strasbourg)의 부제(deacon)로, 마토이스 첼(Matthäus Zell)의 보좌 설교자로 섬기게 된다. 그러다 그는 1531년에 아우구스부르크(Augsburg)로 파견되어 이 도시의 지도적 목사로 섬기다가 1548년에 아우구스부르크 협약(the Augsburg Interim)이 도입되어 강제력이 작동하자 어쩔 수 없이 아우구스부르크를 떠나서, 스위스로 가서 츄리히에 있다가 결국 1549년에 베른(Berne)에 있는 아카데미의 신학교수로 청빙되어 1563년 그가 소천할 때까지 이 학교와 베른 시의 종교개혁을 섬기면서 여러 권의 성경 주석들을 내었고, 1560년에는 그의 주저인 조직신학에 해당하는 신학총론(Loci communes sacrae theologiae)을 내었다. 그래서 그는 흔히 아우구스부르크와 베른의 종교개혁자로 언급된다. 또한 그는 16세기 성경해석의 틀을 제시한 사람의 하나로 언급된다. 17세기 사람들은 그의 주석들을 읽으면서 그들의 해석의 틀을 잡았다고들 한다.
무스쿨루스는 넓은 의미에서 개혁신학적 입장에 선 개혁자였다고 할 수 있다. 그는 조직신학에서 언약 개념을 한 부분을 따로 다룬 최초의 신학자로 생각되기도 한다. 그러나 그는 여러 면에서 칼빈이 대변하는 입장과는 다른 입장을 주장하였다. 예를 들어서, 하인리히 불링거나 칼빈 등이 표현한 <우리들은 욕심을 따라 살려고 해서는 안 되지만 적당한 이자가 허용가능하다는 입장>에 반하여, 무스쿨루스는 아주 강하게 이자를 받으면 안 된다는 입장을 표현하였다. 이 때 그는 시편 15편 5절에 근거하여 이 주장을 한다. 사실 이자에 대한 그의 글은 시편 15편에 붙여 있던 부록의 하나였다.
또한 그는 유아 세례를 받은 어린아이들이 성찬에 참여하는 것(paedocommunion)을 허용하는 몇몇 교부들의 입장을 용인할 수 있다고는 했다. 그는 성찬 전에 자아 성찰이 반드시 필요하다는 바울의 말(고전 11:28)에 근거해서 세례 받은 어린아이들은 성찬에 참여할 수 없다는 것을 주장하는 대다수의 견해에 동의하지 않는다. 그는 자아 성찰이 우리를 성찬에 참여할 수 있게 하는 자격을 부여하는 수단이 아니라. 제대로 성찬에 참여하지 않을 때 우링에게 임하는 하나님의 징계를 막는 일종의 예방 조치(preventative medicine)라고 본다. 즉, 자아 성찰은 이 세상에서 있게 되는 하나님의 징계적 심판을 벗어 날 수 있는 수단인데, 신자의 자녀들에게는 이런 것이 적용되지 않는다는 그의 독특한 주장을 하였다. 그러나 그는 유아 성찬 허용이라는 제도가 다시 도입되는 것을 향해 나간 것은 아니다. 그는 모든 논의를 마친 후에 최종적으로 이렇게 말한다: “나는 이것도[즉, 유아 성찬도] 정죄하지 않고, 저것도[아마도 이를 하지 않는 것도] 정죄하지 않는다고 대답합니다. 또한 나는 교회에 유아 성찬을 다시 도입하라고 다른 사람들에게 권위로 말하지도 않습니다. 또는 그것이 유용하다고 판단하게 하여 논쟁의 기회를 주려고 하지도 않습니다.”
무스쿨루스그는 베른 시의 종교개혁적 입장을 인도해 간 신학자로 평가된다. 당시 베른 시는 스위스에서 상당히 큰 영향력을 미치고 있는 도시였다. 특히 제네바에 대한 영향력을 대단해서 종교개혁 초기에 제네바는 베른의 영향력에서 벗어나가 힘들었다고 할 수 있고, 천주교와의 투쟁뿐만 아니라 베른과의 갈등은 심각한 문제였다고 할 수 있다.
종교개혁자로서 무스클루스는 각 도시나 국가가 천주교회로부터 벗어나 바르게 있기 위해서 전반적인 개혁을 해야 한다는 것을 강조했다. 그래서 무스쿨루스에게는 “개혁할 권리”(ius reformandi)라는 개념이 매우 중요했다. 그는 교회의 성격과 조직을 개혁하고 쇄신할 권리가 국가의 세속 관리들에게 속한 것이라는 입장을 가졌다. 즉, 무스쿨루스는 개혁할 권리(또는 권세)를 세속 관리(즉, 정권을 담당하고 있는 정치가)가 가지고 있다고 본 것이다. 이런 입장을 후대에 흔히 에라스투주의라고 하니 하이델베르크의 의사였던 에라스투스(Erastus)도 비슷한 견해를 주장했었기 때문이다. 이런 입장은 정동의 차이는 있지만 무스쿨루스나 에라스투스만 표명한 것은 아니고 당대의 상당히 많은 사람들이 암묵리에 공유하던 생각이었다.
무스쿨루스의 이런 견해는 교회를 개혁하거나 교회의 조직을 손대는 권한은 오직 교회에만 있다는 칼빈의 입장과 대조적인 것이었다. 칼빈은 교회에 대한 문제는 오직 교회에 속한 것이라는 것을 강조했기 때문이다. 사실 당대에는 이런 칼빈의 견해가 상당히 새로운 것이었다고도 할 수 있다. 그래서 당대 종교개혁자들 사이에서는 이에 대한 논쟁이 많았고, 상당히 후대에 와서야 정부와 교회의 독립(the separation of the state ad the church)이 상당히 바른 견해로 정착되었다고 할 수 있다.
리쳐드 멀러는 무스쿨루스가 칼빈, 베르미글리, 그리고 히페리우스(Hyperius)와 함께 “종교개혁 신앙을 확고히 한 중요한 2세대 사람들 중의 하나”(important second-generation codifiers of the Reformed faith)라고 하였다. 우리는 개혁자들이 성경적 방향을 지향해 가면서도 그들 간에 차이가 있어서 상당히 흥미로운 대화를 하면서 각 지역에서 종교 개혁을 주도하며 살고 있었다는 현실을 잘 보아야 한다. 특히 무스쿨루스는 관용 문제에 많은 관심을 가지고 논의하였다. 우리는 다양한 개혁자들의 이런 다양한 입장을 잘 보면서도 그들 모두가 천주교회의 성경과 전통을 모두 존중하려는 입장, 그 의화(義化)론과 예배를 제사(sacrifice)로 보는 견해, 그리고 마리아에 대한 견해와 연옥에 대한 입장, 그리고 천주교적 교직 제도들에 대한 공통된 비판을 중심으로 보아야 한다. 이런 문제에 대해서 강하게 비판하는 개혁자들이 다른 문제들에 대해서는 그들 간에 상당히 다른 견해들을 가지고 있었음을 보면서, 그들이 함께 살아 간 과정을 살펴보고, 그 후에 그 가운데서 어떤 입장에 그래도 성경에 더 충실한 것인지를 판단하는 일을 계속해야 한다. 그것이 여기에 있는 우리의 구체적 삶의 방식을 규정할 것이다. 그러므로 우리가 성경의 가르침을 그대로 받들고 가는 한, 우리들 사이의 여러 다름이 있을 지라도 더불어 살아가는 지혜를 배워야 한다. 한 가지 중요한 전제는 성경을 그대로 받아들이며, 성경만을 최고의 판단자로 여겨야 한다는 것이다.

## 참고 문헌
- Ballor, Jordan (2012). 《Covenant, Causality, and Law: A Study in the Theology of Wolfgang Musculus》. Vandenhoeck & Ruprecht. 270쪽. ISBN 978-3-525-55036-6.
- Farmer, Craig (1997). 《The Gospel of John in the Sixteenth Century: The Johannine Exegesis of Wolfgang Musculus》. Oxford University Press. 250쪽. ISBN 0-19-509903-6.
- McKim, Donald Keith; Wright, David Frederick (1992). 《Encyclopedia of the Reformed faith》. Westminster John Knox Press. 248쪽. ISBN 978-0-664-21882-9.
- The Validity of Children at the Lord's Table in the Words of an Early Reformed Theologian.
- Musculus, Wolfgang (2008) [1551]. Introduction by Jordan J. Ballor, Translation by Todd M. Rester. “Commentary on Psalm 15”. 《Journal of Markets & Morality》 11 (2). Includes appendices on oaths and usury.
- Musculus, Wolfgang (2013). 《On Righteousness, Oaths, and Usury: A Commentary on Psalm 15》. CLP Academic. 160쪽. ISBN 978-1-938-94872-5. 2018년 4월 25일에 원본 문서에서 보존된 문서. 2018년 8월 9일에 확인함..